# Chiasmus undulatus
Chiasmus undulatus är en insektsart som beskrevs av Pieter D. Theron 1982. Chiasmus undulatus ingår i släktet Chiasmus och familjen dvärgstritar. Inga underarter finns listade i Catalogue of Life.